# Sdach Korn
 Sdach Korn (tiếng Khmer: ស្ដេចកន), Neay Kan hay Preah Sdech Kan (tiếng Khmer: ព្រះស្តេចកន) còn được gọi là Srei Chettha II (tiếng Khmer: ព្រះស្រីជេដ្ឋាទី២) hoặc Srei Chetha Thireach Reameathiptei (tiếng Khmer: ស្រីជេដ្ឋាធិរាជរាមាធិបតី) là vua Campuchia từ 1512 đến 1525.
Kan là vị vua Campuchia hiếm hoi có xuất thân từ tầng lớp thấp. Kan đã nổi dậy cướp ngôi vua của Srey Sukonthor (Dhamkat Sokhontor), đuổi hoàng tử Ang Chan I (em trai Srey Sukonthor) chạy sang Xiêm và cố gắng thiết lập một triều đại mới. Người ta biết rất ít về ông khi chỉ có một số rất ít những tài liệu nói về ông từ thế kỷ 15 đến 16 ở Campuchia.

## Truyền thuyết
Tùy vào gốc nhìn, Sdach Kan lúc thì bị xem là người xấu, lúc lại được ca ngợi.

### Sdach Kan, kẻ tiếm vị[3]
Kan là một kẻ xuất thân từ tầng lớp pol (nô lệ) dưới triều vua Srey Sokonthor Bat. Cha mẹ của Kan là Pichey Neak và Mé-Ban. Người chị gái xinh đẹp của Kan được cha mẹ cho vào hầu vua và trở thành Snâm-Êk, vương phi trong hậu cung. Nhà vua rất yêu quý vị Snam-Ek này và ưu ái ban cho người em trai Kan chức quan Khun Luong Preah Sdach Sammaha Sena Thipadey. Sau khi chị gái sinh hạ hoàng tử Poñea Yos Reachea, Kan được ban danh phận hoàng gia và trở nên kiêu ngạo.
Năm 1508, vào đêm giao thừa theo Tết Khmer, nhà vua nằm mộng thấy mình bị một con rồng Naga truy đuổi. Nó phun độc và lửa hủy hoại kinh đô, rồi sau đó cướp mất cái lộng vàng và chạy về phía Đông. Quá sợ hãi bởi cơn ác mộng, nhà vua cho triệu tập hoàng tộc và triều đình để cầu nguyện. Trong buổi lễ, nhà vua lại (một mình) nhìn thấy có một cặp rồng đực và cái bay trên đầu vị quan Kan. Vừa lúc ấy, có tin báo từ tỉnh trưởng Battambang rằng nước thiêng trong hang Phnom Banônt, loại nước cho vua tắm, đã bị chuyển sang mang đỏ. Vua quá lo sợ, bỏ về phòng và cho gọi quan chủ tế Preah Esey-Phat Moha Reachea Krou và nhà tiên tri Preah Hora Thipadey. Cả hai vị quan sau đó cho rằng vương quốc sắp gặp họa lớn và một kẻ sinh vào năm Thìn sẽ tranh ngôi ở phương Đông. Tất cả điều đó đều tương ứng và Kan, một người sinh năm Thìn. Nhà vua sau đó hạ lệnh sẽ trấn nước Kan vào buổi lễ đánh bắt cá ngày hôm sau. Tuy nhiên, Kan được chị gái báo trước nên cố gắng lặn thật sâu để tránh lưới và sau đó trốn vào một ngôi chùa.
Kan là một người thông minh, ông ta tụ tập được một đội quân bằng cách dụ dỗ người dân. Kan sau đó nhân danh vương tử Poñea Chan Reachea, em trai nhà vua, để giết chết tỉnh trưởng Ba Phnom, tuyên bố mình là người đứng đầu phía Đông Campuchia. Kan sau đó tự tuyên bố xây dựng quân đội cho riêng mình để giúp đưa người cháu là hoàng tử Poñea Yos Reachea lên ngôi. Kan tuyên cáo rằng ai theo mình thì sẽ được ban thưởng và cho giữ chức quan cao. Ông cũng sẽ bãi bõ tầng lớp nô lệ, tất cả người pol sẽ được tự do. Dân chúng tin lời Kan và theo ông rất đông.
Hay tin Kan còn sống và tạo phản, chị gái và cha mẹ ông viết thư khuyên ông đầu hàng và trở lại kinh đô. Kan hồi âm rằng mình sẽ về kinh chịu tội ngay sau khi giải giáp quân lính. Vua Sukonthor thấy vậy bèn không tấn công Kan mà đợi ông ta về kinh. Kan bèn nhân thời cơ đó chiêu tập thêm binh lính, phao tin rằng mình làm theo lệnh của vương tử Chan Reachea, người đang ở Chatumuk (Phnom Penh). Lời đồn đoán lan rộng ra khắp nơi, vương tử Chan bị mắc bẫy, nghĩ rằng Kan và anh trai muốn hại mình, chưa kể chị gái của Kan lại được nhà vua rất yêu mến. Chan liền lẻn bỏ trốn sang Xiêm.
Cha của Kan là Pichey Neak vẫn thề trung thành với nhà vua, xin mang quân đi đánh dẹp con mình. Nhưng với chỉ có 1.000 quân của nhà vua ban cho, Pichey Neak bị đội quân hơn 5 vạn của Kan đánh bại và bắt sống. Pichey sau đó bị Kan thuyết phục đầu hàng, phản bội lại vua. Thế nhưng, Pichey liền sau đó bị chết do đứt cổ. Có người bảo do Pichey bị té trúng cổ vào dao kiếm, cũng có kẻ bảo do Kan giết cha mình.
Kan sau đó tập hợp thêm rất nhiều quân lính, tấn công và giành ưu thế trước quân đội triều đình. Sau đó, Kan mua chuộc được vị quan Neak Moeun Seraun, hứa sẽ cho người này chức Yumareach (thượng thư bộ Hình). Moeun Seraun vốn có cha là thượng thư bộ Binh tên Chau Poñea Yuthea Sangkream. Moeun hặn nhà vua vì làm cho cha mình chết khi chỉ giao một lượng nhỏ binh lính lúc giao chiến với Kan. Moeun lẻn vào cung và giết vua Sukonthor năm 1512.
Hay tin vua anh đã chết, Ang Chan (Poñea Chan Reachea) bèn xin xua Xiêm cho mình trở về Campuchia nhưng vua Xiêm không cho. Sau đó, Ang Chan gạt vua cho mình xin 500 lính để đi bắt voi trắng quý hiếm (biểu tượng của vua chúa) bên Campuchia rồi trốn luôn về nước. Hay tin vương tử Ang Chan trở về, dân chúng kéo nhau đến đầu quân cùng Ang Chan đánh lại Kan.
Kan sau đó muốn đoạt lấy Preah Khan Reach, bảo kiếm hoàng gia, để danh chính ngôn thuận làm vua. Dù ra giá 500 damloeung (18,5 kg) vàng, nhưng không ai dâng bảo kiếm cho Kan.
Năm 1516, Ang Chan xưng vương và giao tranh với Kan suốt gần 10 năm. Cuối cùng, Ang Chan đánh bại và giết được Kan.
Năm 1539, bảo kiếm Preah Khan Reach mới được tìm thấy và dâng lên vua Ang Chan.

### Vị vua tốt Preah Sdach Kan[4][5]
Vua Srey Sukonthor (trị vì: 1504–1512) vốn là con trai của vua Thommo Reachea I, tức cháu nội của vua Ponhea Yat. Năm 1508, Sukonthor nằm mộng thấy mình một con rắn (Naga) phun lửa, bay ra khỏi cung điện và tàn phá vương quốc. Sau đó, vua lại mơ thấy hai con rắn bay quanh đầu một người chỉ huy quân đội hoàng cung tên Kan. Kan vốn xuất thân từ tầng lớp nô dịch trong đền đài, nhờ có ngươi chị gái là vợ lẽ vua nên được vào cung. Các vị thầy cúng sau đó giải mộng cho vua Sukonthor rằng vua sẽ bị một người sinh năm Thìn (năm con rồng) như Kan cướp ngôi. Vua liền ra lệnh giết Kan. Chị gái Kan trong cung hay biết tin ấy, vội báo cho người em chạy trốn. Sau đó Kan chiêu binh mãi mã, tới năm 1512, Kan đánh bại Sukonthor và tự lập làm vua, xưng là Srey Chetha. Em trai Sukonthor là Chan Reachea trốn thoát sang Xiêm.
Dưới triều đại của mình, Kan lần đầu tiên cho đúc tiền ở Campuchia, đồng tiền sloeung làm bằng vàng, có in hình rồng (Naga). Kan được cho là cai trị vương quốc rất nhân từ.
Trong khi đó, Chan Reachea khi lưu vong ở Xiêm đã luyện tập và trở thành một thợ săn voi tài giỏi. Năm 1516, Chan gạt vua Xiêm lúc bấy giờ là Ramathibodi II rằng ở phía Đông có một con voi lớn, cao tới 5 mét. Vua Xiêm cả mừng, sai giao cho Chan 5.000 quân, 100 voi chiến và lương thực để đi bắt voi lớn. Chan dẫn đoàn quân đi sâu sang phía Đông, cố tình đi gần biên giới Campuchia rồi gửi tin xin vua Xiêm cho thêm lương thực. Biết mình bị lừa, vua Xiêm hạ lệnh cho quân lính bắt Chan. Chan vội tẩu thoát về Campuchia và sau đó tập hợp được hơn 1 vạn quân Campuchia, đánh chiếm được tỉnh Pursat. Cuộc chiến 10 năm giữa Chan và Kan nổ ra. Năm 1525, Chan giết được Kan và lên ngôi, xưng là Ang Chan I.

## Trong văn hóa hiện đại
Năm 2017, Campuchia ra mắt bộ phim về Kan với tiêu đề: Loung Preah Sdech Korn (tiếng Khmer: ហ្លួងព្រះស្តេចកន). Bộ phim này được xem là một trong những bộ phim Campuchia có chi phí cao nhất từ trước đến nay. Ngoài ra, có nhiều ý kiến cho rằng thủ tướng Hun Sen hoặc người của ông muốn dùng hình ảnh nhân vật Kan để thu hút sự ủng hộ của người dân.
Nhiều bức tượng của Kan được xây dựng rải rác ở Campuchia. Tại xã Doun Tei, huyện Ponhea Kraek, tỉnh Tbong Khmum có một khu di tích lịch sử lớn về Kan mang tên Hluang Preah Sdech Kan. Một bức tượng Kan ngồi trên lưng ngựa được đặt giữa khu tưởng niệm.
Tác giả Ros Chantrabot cũng viết một sách về Kan mang tên Preah Sdach Kan.